# Stamboom Johan VIII van Nassau-Siegen
Dit is de stamboom van graaf Johan VIII ‘de Jongere’ van Nassau-Siegen (1583–1638).
| Stamboom Johan VIII ‘de Jongere’ van Nassau-Siegen (1583–1638) | Stamboom Johan VIII ‘de Jongere’ van Nassau-Siegen (1583–1638)                                            | Stamboom Johan VIII ‘de Jongere’ van Nassau-Siegen (1583–1638)                                            | Stamboom Johan VIII ‘de Jongere’ van Nassau-Siegen (1583–1638) | Stamboom Johan VIII ‘de Jongere’ van Nassau-Siegen (1583–1638) | Stamboom Johan VIII ‘de Jongere’ van Nassau-Siegen (1583–1638) | Stamboom Johan VIII ‘de Jongere’ van Nassau-Siegen (1583–1638)                                            | Stamboom Johan VIII ‘de Jongere’ van Nassau-Siegen (1583–1638) | Stamboom Johan VIII ‘de Jongere’ van Nassau-Siegen (1583–1638) |
| -------------------------------------------------------------- | --- | --- | --- | --- | --- | --- | --- | --- |
| Betovergrootouders                                             | Johan V van Nassau-Siegen (1455–1516) ⚭ 1482 Elisabeth van Hessen-Marburg (1466–1523)                     | Botho III van Stolberg-Wernigerode (1467–1538) ⚭ 1500 Anna van Eppstein-Königstein (1481–1538)            | Johan IV van Leuchtenberg (1470–1531) ⚭ 1502 Margaretha van Schwarzburg-Blankenburg (1482–1518) | Frederik V ‘de Oudere’ van Brandenburg-Ansbach (1460–1536) ⚭ 1479 Sofia van Polen (1464–1512) | Filips I van Waldeck-Waldeck (1445–1475) ⚭ 1464 Johanna van Nassau-Siegen (1444–1468) | Willem van Runkel (?–1489) ⚭ 1454 Irmgard van Rollingen (?–1514)                                          | Gerlach II van Isenburg-Grenzau (?–1500) ⚭ 1455 Hildegard van Sierck (?–1490) | Hendrik van Hunolstein-Neumagen (?–1486) ⚭ 1466 Elisabeth van Boulay (?–1507) |
| Overgrootouders                                                | Willem I ‘de Rijke’ van Nassau-Siegen (1487–1559) ⚭ 1531 Juliana van Stolberg-Wernigerode (1506–1580)     | Willem I ‘de Rijke’ van Nassau-Siegen (1487–1559) ⚭ 1531 Juliana van Stolberg-Wernigerode (1506–1580)     | George III van Leuchtenberg (1502–1555) ⚭ 1528 Barbara van Brandenburg-Ansbach (1495–1552) | George III van Leuchtenberg (1502–1555) ⚭ 1528 Barbara van Brandenburg-Ansbach (1495–1552) | Hendrik VIII van Waldeck-Wildungen (1465–1513) ⚭ vóór 1492 Anastasia van Runkel (?–1502/03) | Hendrik VIII van Waldeck-Wildungen (1465–1513) ⚭ vóór 1492 Anastasia van Runkel (?–1502/03)               | Salentijn VII van Isenburg-Grenzau (vóór 1470–1534) ⚭ Elisabeth van Hunolstein-Neumagen (ca. 1475–1536/38) | Salentijn VII van Isenburg-Grenzau (vóór 1470–1534) ⚭ Elisabeth van Hunolstein-Neumagen (ca. 1475–1536/38) |
| Grootouders                                                    | Johan VI ‘de Oude’ van Nassau-Siegen (1536–1606) ⚭ 1559 Elisabeth van Leuchtenberg (1537–1579)            | Johan VI ‘de Oude’ van Nassau-Siegen (1536–1606) ⚭ 1559 Elisabeth van Leuchtenberg (1537–1579)            | Johan VI ‘de Oude’ van Nassau-Siegen (1536–1606) ⚭ 1559 Elisabeth van Leuchtenberg (1537–1579) | Johan VI ‘de Oude’ van Nassau-Siegen (1536–1606) ⚭ 1559 Elisabeth van Leuchtenberg (1537–1579) | Filips IV van Waldeck-Wildungen (1493–1574) ⚭ 1554 Jutta van Isenburg-Grenzau (?–1564) | Filips IV van Waldeck-Wildungen (1493–1574) ⚭ 1554 Jutta van Isenburg-Grenzau (?–1564)                    | Filips IV van Waldeck-Wildungen (1493–1574) ⚭ 1554 Jutta van Isenburg-Grenzau (?–1564) | Filips IV van Waldeck-Wildungen (1493–1574) ⚭ 1554 Jutta van Isenburg-Grenzau (?–1564) |
| Ouders                                                         | Johan VII ‘de Middelste’ van Nassau-Siegen (1561–1623) ⚭ 1581 Magdalena van Waldeck-Wildungen (1558–1599) | Johan VII ‘de Middelste’ van Nassau-Siegen (1561–1623) ⚭ 1581 Magdalena van Waldeck-Wildungen (1558–1599) | Johan VII ‘de Middelste’ van Nassau-Siegen (1561–1623) ⚭ 1581 Magdalena van Waldeck-Wildungen (1558–1599) | Johan VII ‘de Middelste’ van Nassau-Siegen (1561–1623) ⚭ 1581 Magdalena van Waldeck-Wildungen (1558–1599) | Johan VII ‘de Middelste’ van Nassau-Siegen (1561–1623) ⚭ 1581 Magdalena van Waldeck-Wildungen (1558–1599) | Johan VII ‘de Middelste’ van Nassau-Siegen (1561–1623) ⚭ 1581 Magdalena van Waldeck-Wildungen (1558–1599) | Johan VII ‘de Middelste’ van Nassau-Siegen (1561–1623) ⚭ 1581 Magdalena van Waldeck-Wildungen (1558–1599) | Johan VII ‘de Middelste’ van Nassau-Siegen (1561–1623) ⚭ 1581 Magdalena van Waldeck-Wildungen (1558–1599) |
| Johan VIII ‘de Jongere’ van Nassau-Siegen (1583–1638)          | | | | | | | | |
| Echtgenote                                                     | ⚭ 1618 Ernestine Yolande van Ligne (1594–1663)                                                            | ⚭ 1618 Ernestine Yolande van Ligne (1594–1663)                                                            | ⚭ 1618 Ernestine Yolande van Ligne (1594–1663) | ⚭ 1618 Ernestine Yolande van Ligne (1594–1663) | ⚭ 1618 Ernestine Yolande van Ligne (1594–1663) | ⚭ 1618 Ernestine Yolande van Ligne (1594–1663)                                                            | ⚭ 1618 Ernestine Yolande van Ligne (1594–1663) | ⚭ 1618 Ernestine Yolande van Ligne (1594–1663) |
| Kinderen                                                       | Maria van Nassau-Siegen (1619–1620)                                                                       | Dochter (1620–1620)                                                                                       | Clara Maria van Nassau-Siegen (1621–1695) ⚭ 1634 Albert Henri van Ligne (1615–1641) ⚭ 1643 Claude Lamoraal van Ligne (1618–1679) | Clara Maria van Nassau-Siegen (1621–1695) ⚭ 1634 Albert Henri van Ligne (1615–1641) ⚭ 1643 Claude Lamoraal van Ligne (1618–1679) | Ernestine Charlotte van Nassau-Siegen (1623–1658) ⚭ 1650 Maurits Hendrik van Nassau-Hadamar (1626–1679) | Lamberta Alberta van Nassau-Siegen (1625–1635)                                                            | Johan Frans Desideratus van Nassau-Siegen (1627–1699) ⚭ 1651 Johanna Claudia van Königsegg-Rotenfels-Aulendorf (1632–1663) ⚭ 1665 Maria Eleonora Sophia van Baden-Baden (?–1668) ⚭ 1669 Isabella Clara Eugenie de Puget de la Serre (1651–1714) | Johan Frans Desideratus van Nassau-Siegen (1627–1699) ⚭ 1651 Johanna Claudia van Königsegg-Rotenfels-Aulendorf (1632–1663) ⚭ 1665 Maria Eleonora Sophia van Baden-Baden (?–1668) ⚭ 1669 Isabella Clara Eugenie de Puget de la Serre (1651–1714) |
| Kleinkinderen                                                  | – | – | 1. Hendrik Ernst van Ligne (1644–1702) 2. Clara Louise van Ligne (?–1684) 3. Frans Albert van Ligne (1648/49–1650) 4. Nicolaas van Ligne (?–?) 5. Claude Lamoraal Alfons van Ligne (1650–1662) 6. Maria Henriëtte van Ligne (1655–1675) 7. Francisca Lamberta van Ligne (1656–1657) 8. Hyacinth Jozef Procopius van Ligne (1659–1703) 9. Ernestine Francisca van Ligne (1660–1662) 10. Karel Jozef Procopius van Ligne (1661–1713) 11. Victor van Ligne (1663–1665) | 1. Hendrik Ernst van Ligne (1644–1702) 2. Clara Louise van Ligne (?–1684) 3. Frans Albert van Ligne (1648/49–1650) 4. Nicolaas van Ligne (?–?) 5. Claude Lamoraal Alfons van Ligne (1650–1662) 6. Maria Henriëtte van Ligne (1655–1675) 7. Francisca Lamberta van Ligne (1656–1657) 8. Hyacinth Jozef Procopius van Ligne (1659–1703) 9. Ernestine Francisca van Ligne (1660–1662) 10. Karel Jozef Procopius van Ligne (1661–1713) 11. Victor van Ligne (1663–1665) | 1. Ernestine Louise van Nassau-Hadamar (1651–1661) 2. Johan Lamoraal Herman Frans van Nassau-Hadamar (1653–1654) 3. Filips Karel van Nassau-Hadamar (1656–1668) 4. Frans Caspar Otto van Nassau-Hadamar (1657–1659) 5. Claudia Francisca van Nassau-Hadamar (1660–1680) 6. Maximiliaan August Otto van Nassau-Hadamar (1662–1663) | – | 1. Maria Leopoldina van Nassau-Siegen (1652–1675) 2. Ernestine Claudia van Nassau-Siegen (1653–1654) 3. Zoon (1655–1655) 4. Ernestine Eleonora van Nassau-Siegen (1656–1675) 5. Clara Juliana van Nassau-Siegen (1656/57–1727) 6. Albertina Anna van Nassau-Siegen (1658–1718) 7. Maria Donata Gabriëlla van Nassau-Siegen (1660–1660) 8. Louise Carolina Anna van Nassau-Siegen (1661–1664) 9. Dochter (1662–1663) 10. Doodgeboren zoon (1663) 11. Frans Fortunatus van Nassau-Siegen (1666–1672) 12. Willem Hyacinth van Nassau-Siegen (1667–1743) 13. Maria Eleonora Ernestine van Nassau-Siegen (1668–1669) 14. Alexis van Nassau-Siegen (1673–1734) 15. Jozef van Nassau-Siegen (1674–1674) 16. Charlotte van Nassau-Siegen (1675–1676) 17. Jozef Maurits Karel van Nassau-Siegen (1676–1677) 18. Maria Philippina van Nassau-Siegen (1677–1678) 19. Frans van Nassau-Siegen (1678–1735) 20. Anna Louise Francisca van Nassau-Siegen (1681–1728) 21. Bernhardina van Nassau-Siegen (1682–1724) 22. Emanuel Ignatius van Nassau-Siegen (1688–1735) 23. Johanna Baptista van Nassau-Siegen (1690–1745) | 1. Maria Leopoldina van Nassau-Siegen (1652–1675) 2. Ernestine Claudia van Nassau-Siegen (1653–1654) 3. Zoon (1655–1655) 4. Ernestine Eleonora van Nassau-Siegen (1656–1675) 5. Clara Juliana van Nassau-Siegen (1656/57–1727) 6. Albertina Anna van Nassau-Siegen (1658–1718) 7. Maria Donata Gabriëlla van Nassau-Siegen (1660–1660) 8. Louise Carolina Anna van Nassau-Siegen (1661–1664) 9. Dochter (1662–1663) 10. Doodgeboren zoon (1663) 11. Frans Fortunatus van Nassau-Siegen (1666–1672) 12. Willem Hyacinth van Nassau-Siegen (1667–1743) 13. Maria Eleonora Ernestine van Nassau-Siegen (1668–1669) 14. Alexis van Nassau-Siegen (1673–1734) 15. Jozef van Nassau-Siegen (1674–1674) 16. Charlotte van Nassau-Siegen (1675–1676) 17. Jozef Maurits Karel van Nassau-Siegen (1676–1677) 18. Maria Philippina van Nassau-Siegen (1677–1678) 19. Frans van Nassau-Siegen (1678–1735) 20. Anna Louise Francisca van Nassau-Siegen (1681–1728) 21. Bernhardina van Nassau-Siegen (1682–1724) 22. Emanuel Ignatius van Nassau-Siegen (1688–1735) 23. Johanna Baptista van Nassau-Siegen (1690–1745) |